# Victoria Cross

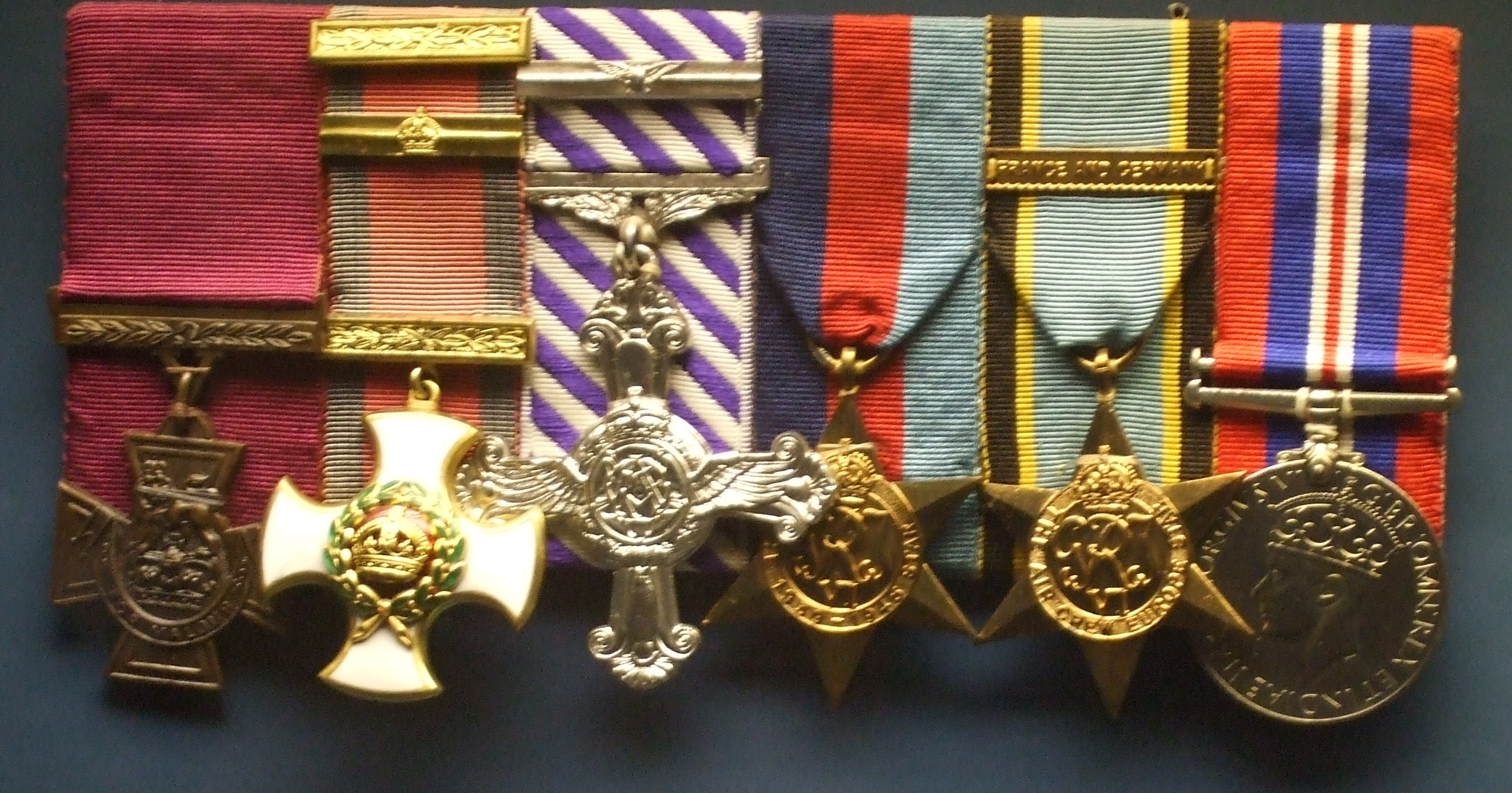
Het Victoria Cross en de DSO met gesp van Guy Gibson VC, DSO, DFC opgemaakt in de Britse hofstijl

Het Victoria Cross is de hoogste Britse militaire onderscheiding, enigszins vergelijkbaar met de Nederlandse Militaire Willems-Orde, maar nog schaarser dan de Nederlandse variant (1358 tegen 6000 laureaten).
Het kruis kan worden toegekend voor "most conspicuous bravery, or some daring or pre-eminent act of valour or self-sacrifice, or extreme devotion to duty in the presence of the enemy" vrij vertaald door "zeer bijzondere dapperheid, of bijzondere daad van moed of opoffering of extreme plichtsbetrachting in de aanwezigheid van de vijand". Er wordt geschat dat slechts ongeveer 1 op de 10 heldendaden die voor het VC in aanmerking zouden komen door de betrokkene wordt overleefd. Een laureaat mag de letters 'VC' achter zijn naam zetten.
De medaille is een bronskleurig kruis met in het midden een gekroonde leeuw boven een Britse Koningskroon. Het motto is "For Valour" (Engels: Voor heldhaftigheid). Het lint is wijnrood.
De onderscheiding werd na de Krimoorlog in 1856 ingesteld door koningin Victoria en is sindsdien 1355 maal uitgereikt, waarvan slechts 16 maal sinds de Tweede Wereldoorlog.
Drie mensen kregen het Victoria Cross tweemaal toegekend. Dit waren de twee Britse artsen Noel Chavasse en Arthur Martin-Leake die hun tweede kruis postuum toegekend kregen voor het redden van gewonden onder vijandelijk vuur. De Nieuw-Zeelander Charles Upham kreeg zijn twee kruisen voor gevechtsacties en heeft deze ook beide keren overleefd. Een andere arts, William George Nicholas Manley, is de enige man die zowel het Victoria Cross als het IJzeren Kruis toegekend kreeg. Het Victoria Cross kreeg hij tijdens de Maorioorlog in Nieuw-Zeeland en het IJzeren Kruis tijdens de Frans-Duitse Oorlog van 1870–71.
Air-commodore Freddie West was de langstlevende veteraan uit de Eerste Wereldoorlog, die het Victoria Cross kreeg. Hij overleed op 92-jarige leeftijd in 1988. De laatste met een Victoria Cross onderscheiden veteraan van de Tweede Wereldoorlog, flight lieutenant John Cruickshank, overleed in 2025, 105 jaar oud.
Trooper Christopher Finney had in aanmerking kunnen komen voor het Victoria Cross tijdens een actie in Irak in 2003 waar hij onder vuur diverse collega's redde uit hun tanks. Voor het Victoria Cross moet echter een heldendaad verricht worden "in the face of the enemy", en Finney en zijn collega's werden beschoten door Amerikanen. Finney kreeg wel het hoogste alternatief, het George Cross.
Er werd lange tijd aangenomen dat de kruisen altijd worden gemaakt van het brons van twee kanonnen die in de Krimoorlog waren buitgemaakt op de Russen bij Sebastopol. Uit onderzoek in 1990 bleek echter dat de antieke kruisen waren vervaardigd uit brons van Chinese kanonnen, die waarschijnlijk in de Opiumoorlogen buitgemaakt zijn.

## 1945-2000
In de tweede helft van de 20ste eeuw werd het Victoria Cross nog dertien keer uitgereikt, negen aan Britse militairen en vier aan Australische militairen.
- 4 in de Koreaanse Oorlog
- 1 tijdens de confrontatie tussen Indonesië en Maleisië in 1965
- 4 aan Australiërs tijdens de Vietnamoorlog
- 2 tijdens de Falklandoorlog in 1982

## 21ste eeuw
De laatste vijf kruisen zijn uitgereikt voor de strijd in Afghanistan en Irak:
- Op 18 maart 2005 ontving soldaat Johnson Beharry het voor het herhaaldelijk onder vijandelijk vuur redden van een aantal collega's tijdens de oorlog in Irak, waarbij hij de tweede maal zelf ernstig gewond raakte aan het hoofd. De twee keer daarvoor betrof het postuum toegekende medailles tijdens de Falklandoorlog; de laatste maal dat een ontvanger het kruis daarvoor levend in handen kreeg was in 1965.
- Op 14 december 2006 werd bekend dat korporaal Bryan Budd van het Parachute Regiment het Victoria Cross postuum kreeg toegekend voor de strijd tegen de Taliban in Afghanistan in juli en augustus 2006.
- Op 2 juli 2007 werd bekend dat korporaal Bill Apiata van de Nieuw-Zeelandse Special Air Service (NZ SAS) het Victoria Cross kreeg toegekend vanwege de redding van een gewonde collega onder vuur in Afghanistan in 2004.[4]
- Lance corporal James Ashworth werd in mei 2013 postuum met het Victoria Cross onderscheiden voor zijn leidende rol bij de aanval op een vijandelijke compound in Afghanistan. Hij kwam bij deze actie op 13 juni 2012 om het leven.
- Op 26 februari 2015 ontving de paratrooper Joshua Leakey uit handen van Koningin Elizabeth het Victoria Cross voor zijn optreden in Helmand, Afghanistan, in augustus 2014.[5]